# Hrabstwo Dare
Hrabstwo Dare (ang. Dare County) – hrabstwo w stanie Karolina Północna w Stanach Zjednoczonych.

## Geografia
Według spisu z 2000 roku obszar całkowity hrabstwa obejmuje powierzchnię 1562 mile2 (4045,56 km²), z czego 384 mile2 (994,56 km²) stanowią lądy, a 1178 mil2 (3051,01 km²) stanowią wody. Według szacunków United States Census Bureau w roku 2012 miało 34 573 mieszkańców. Jego siedzibą administracyjną jest Manteo.

### Miasta
- Duck
- Kill Devil Hills
- Kitty Hawk
- Manteo
- Nags Head
- Southern Shores

### CDP
- Avon
- Buxton
- Frisco
- Hatteras
- Manns Harbor
- Rodanthe
- Salvo
- Wanchese
- Waves